# Volby do Slovenské národní rady 1960
Volby do Slovenské národní rady 1960 proběhly 12. června 1960.

## Popis voleb
Jednalo se o součást voleb do zastupitelských orgánů Československa roku 1960, kdy se během jednoho volebního aktu v roce 1960 poprvé rozhodovalo o složení zastupitelských sborů na všech úrovních, tedy do místních národních výborů a městských národních výborů (včetně obvodních národních výborů), do okresních národních výborů, do krajských národních výborů a do Národního shromáždění a také do Slovenské národní rady.
Šlo o předposlední volby do Slovenské národní rady před provedením federalizace Československa, tedy o předposlední volby, kdy Slovenská národní rada neměla svůj protějšek v České národní radě. Zároveň šlo o první volby do Slovenské národní rady od zrušení Sboru pověřenců coby kolektivního zákonodárného orgánu Slovenska. 

## Výsledky voleb
| Subjekt                        | Počet hlasů | Počet platných hlasů | Volební účast % | Hlasů pro Národní frontu | Hlasů pro Národní frontu % | Mandátů |
| ------------------------------ | ----------- | -------------------- | --------------- | ------------------------ | -------------------------- | ------- |
| Národní fronta Čechů a Slováků | 2 522 381   | 2 516 577            | 99,59 %         | 2 511 281                | 99,79 %                    | 87      |

Z celkového počtu 2 532 813 oprávněných voličů hlasovalo 2 522 381 a počet platných hlasů dosáhl 2 516 577. Z nich bylo 2 511 281 pro jednotnou kandidátní listinu Národní fronty.

## Zvolení poslanci
Celkem bylo zvoleno 87 poslanců Slovenské národní rady. 
podle národnosti
- 72 Slováků
- 10 Maďarů
- 3 Češi
- 2 Ukrajinci

podle pohlaví
- 20 žen
- 67 mužů

podle profese
- 25 dělníků
- 14 členů JZD
- 11 členů pracující inteligence
- 37 ostatní